# Jake Whetton
Pour les articles homonymes, voir Whetton.
Jacob Whetton (parfois appelé couramment Jake Whetton) est un joueur australien de hockey sur gazon qui joue comme attaquant pour l'équipe nationale australienne.

## Vie personnelle
Whetton est originaire du Queensland et considère Brisbane sa ville natale. Il est né le 15 juin 1991. Il vit à Perth His nickname is Whetty.

## Carrière en club
Whetton joue pour les Queensland Blades dans la Australian Hockey League où il porte le numéro 21. Il a joué trois saisons pour les Punjab Warriors dans le championnat indien. Lors du premier Championnat australien en 2019, il a joué pour le Brisbane Blaze. En février 2020, il a signé un contrat de deux ans au HC Oranje-Rood dans le Championnat néerlandais à partir de la saison 2020-2021. Après le report des Jeux olympiques d'été de 2020 à 2021, le transfert a été annulé.

## Carrière internationale
En décembre 2011, Whetton a été nommé l'un des quatorze joueurs à faire partie de l'Australie aux Jeux olympiques d'été de 2012. Bien que cette équipe ne soit pas dans le top vingt-huit et séparée de l'entraîneur d'entraînement olympique, l'entraîneur australien Ric Charlesworth n'a pas exclu de sélectionner uniquement dans l'équipe d'entraînement, les joueurs du développement olympique ayant une chance d'être éventuellement appelé à représenter l'Australie aux Jeux Olympiques. Il s'est entraîné avec l'équipe du 18 janvier à la mi-mars à Perth,. Depuis ses débuts en 2011, il a joué 209 fois pour les Kookaburras.